# Charles Hopper Gibson
Charles Hopper Gibson, född 19 januari 1842 i Queen Anne's County, Maryland, död 31 mars 1900 i Washington, D.C., var en amerikansk demokratisk politiker. Han representerade delstaten Maryland i båda kamrarna av USA:s kongress, först i representanthuset 1885-1891 och sedan i senaten 1891-1897.
Gibson studerade juridik och inledde 1864 sin karriär som advokat i Maryland. Han var åklagare för Talbot County, Maryland 1871-1875.
Gibson efterträdde 1885 George Washington Covington som kongressledamot. Senator Ephraim King Wilson avled 1891 i ämbetet och efterträddes av Gibson. Han efterträddes i sin tur 1897 som senator av George Wellington.
Gibson avled 1900 och gravsattes på Chesterfield Cemetery i Centreville, Maryland.